# 열세 살 키라
《열세 살 키라》(독일어:Kira und der Kern des Donut)는 독일의 경제 문학가 보도 섀퍼가 2004년에 《열두 살에 부자가 된 키라》의 속편으로 쓴 아동 소설이다. 한국어판으로는 유영미가 옮겼다.

## 줄거리
키라는 캘리포니아에 있는 썸머 스쿨에 가게 된다. 가기 몇 주 전에 키라는 샤니아 바이스라는 외딴 할머니를 만나게 되는데, 샤니아 바이스는 키라에게 확대경과 앨범(검은 앨범, 흰 앨범)을 주면서 미국에 가면 어려운 일들이 닥칠 것이라고 말해주고, 또 자신이 준 것들이 키라에게 많이 유익하게 될 것이라고 말해준다. 또 키라는 잘 알고 지내는 하넨캄프 노부부로부터 도넛 링과 구멍의 숨은 뜻을 알게 된다.
키라는 비행기에 있는 동안에 자신과 성이 똑같은 페터 클라우스뮐러라는 또래의 소년을 만나게 되고, 페터가 독이 들어있는 주스를 마실 뻔 한것을 키라가 구해준다. 페터의 주스에 독을 탄 범인은 페터의 목숨을 노리는 흉악범이었다.
키라와 페터는 같은 여름 학교인 리오 레드우드 아카데미에 들어가게 된다. 키라는 나중에 자신이 페터의 사촌인 사실을 알게 된다. 6주 동안, 키라는 리오 레드우드 아카데미에서 나이스 선생님이라는 별명을 가진 교사와 샌디,안네, 그리고 후버트라는 아이들과 친해진다. 키라는 웅변 대회에서 우승을 하지만, 페터가 위험해진 것을 알고 나중에 따라왔던 자신의 사촌 마르셀, 단짝 친구 모니카, 그리고 개 머니와 함께 페터를 구하러 나선다. 행방을 잃었던 아이들은 나중에 경찰에 의해 발견되고, 페터도 발견된다. 페터를 웅변 대회 도중에 납치해간, 켈리포니아로 가는 비행기에서 만났던 그 흉악범은 채포되고, 키라도 독일로 페터, 마르셀, 모니카, 그리고 머니와 함께 돌아간다. 독일로 돌아간 후에 키라는 샤니아 바이스를 찾지만, 찾지 못한다. 그대신, 샤니아 바이스가 키라에게 쓴 편지를 발견하게 되는데, 편지를 읽어 가면서 키라는 잃어 버린 것을 슬퍼하지 말고 잃어 버린 것에서 배운 것을 생각하며 오히려 기뻐하라는 것을 배운다.